# Maunu Tavast

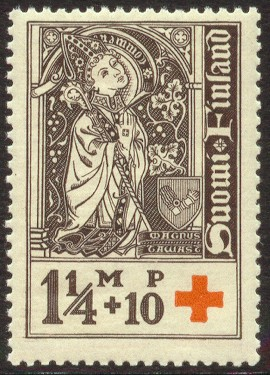
Briefmarke, auf der Maunu Tawast abgebildet ist (1933)

Maunu Olavinpoika Tavast (* um 1357 in Mynämäki; † 9. März 1452 in Naantali), schwedisch Magnus Tavast, war ein finnischer Geistlicher und Gelehrter. Von 1412 bis 1450 war er Bischof von Turku. Er veranlasste mehrere Umbaumaßnahmen am dortigen Dom, die diesem sein heutiges Aussehen gaben, und stiftete acht Altäre. Ferner erweiterte er die – zu jener Zeit aus Holz erbaute – Burg Kuusisto, die unter Bischof Konrad Bitz jedoch bis auf die Grundmauern niederbrannte.

## Leben und Wirken
Maunu Tavast wurde am 21. Oktober 1412 zum Bischof von Turku berufen. Er wirkte als Berater dreier Könige und befriedete u. a. einen Aufstand, der in Satakunta ausgebrochen war. Seinem Einfluss war es zu verdanken, dass durch die Einsetzung von Landrichtern die Rechtsprechung in Finnland gestärkt wurde. Die Bischofschronik des Paul Juusten berichtet, der Bischof sei ein Mann von tiefer und inniger Frömmigkeit gewesen, der jedes Stundengebet in seiner Kapelle selbst geleitet und seine Kapläne stets zum Messgesang angehalten habe. Er „verlegte“ die Mönche und Nonnen des Birgittenordens von Vadstena nach Naantali in ein Kloster, zu dem er selbst Sakristei und Hauptchor gestiftet hatte.
Um 1450 trat er nach einem 38 Jahre währenden Episkopat vom Bischofsamt zurück und zog sich in ein Haus zurück, das er in der Nähe des von ihm gegründeten Klosters in Naantali hatte bauen lassen. Dort starb er zwei Jahre darauf.